# Местний Врх
Местний Врх (словен. Mestni Vrh) — поселення в общині Птуй, Подравський регіон‎, Словенія.